# Igen! (Lost)
2006. november 8-án került először adásba az amerikai ABC csatornán a sorozat 53. részeként. Damon Lindelof és Carlton Cuse írta, és Tucker Gates rendezte. Az epizód középpontjában Kate Austen áll.

## Ismertető
|  | Alább a cselekmény részletei következnek! |

### Visszaemlékezések
Kate belép a szállodai szobájába, de csakhamar egy rendőr kopogtatása zavarja meg. A rendőr azonban nem tartóztatja le Kate-et, ellenben üdvözli őt. Csókolóznak, majd nem sokkal később szeretkeznek. A férfit Kevin Callisnak hívják, és a következő nap össze fog házasodni Kate-tel. Kevin Monica-nak hívja Kate-et, és ebből kiderül, hogy Kate jelenleg is szökevény, és nem mondta el Kevin-nek ki is ő valójában. Az esküvői szertartás előtt, Suzanne Callis, Kevin édesanyja, odaadja Kate-nek az anyjától kapott nyakéket, mondván a lányának akarta adni, de mivel mind a négy gyereke fiú, neki adja.
Miután hozzászokik az idillikus családi élethez, Kate felhívja Edward Marsot, a békebírót, hogy megkérje, ne üldözze őt tovább. Mars azt mondja neki, ha nyugton marad, és letelepszik, békén hagyja őt. Majd megjegyzi, ez nyilvánvalóan nem fog megtörténni. Kate leteszi a kagylót, még mielőtt lenyomozhatnák.
Kate rájön, hogy nem tud „mindörökké”-ben élni: a múltja mindig utol fogja érni őt. Kevin nászútjegyekkel lepi meg, majdnem teherbe esik, és örökös titkolózásban kell élnie. Mindez teljesen megviseli Kate-et. Bevallja Kevinnek az igazságot magáról, miután begyógyszerezi őt, hogy az emberek nehogy azt gyanítsák, mindvégig tudta hogy szökevény. Miután Kevin elájul, Kate a kezébe teszi a Suzanne-től kapott nyakéket, majd elmenekül.

### Valós idejű történések

#### A Hidra állomás szigetén
Jacknek megmutatják Ben orvosi papírjait, röntgenfelvételeit. Jack azt mondja, egy héten belül meg kell operálni, különben meghal. Ben beleegyezik, hogy akár azonnal elkezdjék a műtétet, de Jack gúnyosan megjegyzi, hogy nem fogja megcsinálni, mert nem bízik bennük. Nem hiszi el, hogy ha megteszi, szabadon távozhat. Ben csalódik Jack döntésében.
Eközben, Danny kiengedi Kate-et, hogy elvigye dolgozni a kőfejtőbe. Azt mondja, Sawyer mára szabadnapot kapott. Kate közli, hogy ő és Sawyer egy csapat, és nélküle nem hajlandó dolgozni. Erre Danny Sawyert is kiengedi, hogy dolgozzon. A kőbányánál levő műszakjuk alatt, egy riasztó többszörös szabálysértést jelez a hangszórón keresztül. Pickett az adó-vevőn beszél valakivel, hogy megtudja, mi folyik itt. Alex jelenik meg parittyával a kezében, és több őrt eltalál köveivel. Pickett fegyvert fog rá. Alex a barátját, Karlt keresi, és követeli, hogy beszélhessen Ben-nel. Alexet hátulról megragadja egy másik őr, és magával viszi. Mielőtt elvinnék, Alex figyelmezteti Kate-et, hogy bármit mondjanak neki, neh igyje el. „A te barátod is meg fogják ölni, csakúgy mint az enyémet!” – mondja.
Később Juliet udvariasan megkéri Kate-et, hogy vegyen fel egy vászonzsákot. Azt mondja, az egyetlen módja, hogy megakadályozzák, hogy Pickett megölje Sawyert, ha vele jön. Juliet elviszi Kate-et a terembe, ahol Jacket tartják fogva, és egy időre magukra hagyja őket.. Jack tisztában van vele, hogy Juliet és Ben a megfigyelőszobában látják és hallják őket.
Jack és Kate egymás jólléte felől érdeklődnek, és Kate elmondja mire kényszerítik őt és Sawyert nap mint nap. Amikor Jack megkérdezi, bántották-e, Kate sírva fakad. Jack megpróbálja megnyugtatni őt, mire Kate megkéri, hogy tegye meg amit mondtak neki. Jack felháborodik, hogy Kate-et sikerült rávenni, hogy rábeszéljék a műtétre. Kate azzal védekezik, hogy Sawyer megölésével fenyegették. Jack a kamera felé fordul, és dühösen odakiáltja, „Végeztünk!”.
Kate-et visszaküldik a ketrecébe Sawyerrel szembe. Kate beszámol Sawyernek a történtekről. Aggódik, hogy Pickett megöli őt, ezért kiszökik a ketrecéből, és egy szikladarabbal eltöri Sawyer ketrecének lakatját. Sawyer elutasítja Kate segítési szándékát. Kate megkérdezi tőle, mi történt vele, hogy már ennyire letett a menekülésről. Sawyer bevallja, hogy egy másik szigeten vannak, nem ott, ahol lezuhantak, ezért csak egy hajóval tudnának elmenekülni. Kate dühös amiért Sawyer nem mondta el már korábban ezt, de Sawyer megmagyarázza, hogy nem akarta tőle elvenni a reményt. Ezt hallva, Kate szenvedélyesen megcsókolja Sawyert. Leveszik egymásról a ruhát, és szeretkeznek. Mindezekután, Sawyer megkérdezi Kate-et, amikor Pickettnek azt mondta, szereti, tényleg csak azért mondta e, hogy leállítsa. Kate válasz helyett megcsókolja Sawyert, és közelebb bújik hozzá. „Én is szeretlek” – mondja Sawyer.
Jack az asztalon fekszik, amikor recsegést hall a kommunikátorból. Egy női hang azt mondja, próbálja meg kinyitni az ajtót. Jacknek sikerül kiszöknie a teremből, és belép a megfigyelőszobába, ahol jelenleg senki sincsen. Kivesz a szekrényből egy pisztolyt, és megtölti. A képernyőkre pillantva, látja Kate-et és Sawyert egymás karjaiban fekve. Eközben Ben belép az ajtón. Jack fegyvert fog Benre, de ahelyett, hogy lelőné, azt mondja neki, holnap korán reggel megműti, de csak azzal a feltétellel, ha utána tényleg hazajuttatja őt.
Az operáció alatt Jack szándékosan belevág Ben veséjébe. Azt mondja Julietnek és Tomnak, hogy egy órán belül meg fog halni, ha nem segít rajta. Ezt azonban csak bizonyos feltételekkel teszi meg. Azt kéri, hadd beszéljen Kate-tel. Tom az adó-vevőn azt kéri Pickett-től, adja oda Kate-nek az adó-vevőjét. Pickett épp ekkor akarja megölni Sawyert, de Tomnak engedelmeskedve kénytelen letenni erről. Jack felveszi a kapcsolatot Kate-tel, és megkérdezi tőle, emlékszik-e még arra a történetre, amit a lezuhanásuk napján mesélt. Kate igennel válaszol. Jack azt kéri, ha biztonságba kerül, mondja el neki azt a történetet. Jack jelzi Tom és Juliet számára, hogy ha Kate nem jelentkezik egy órán belül, Bennek vége. Kate nem akar Jack nélkül elmenekülni, de Jack idegesen odaordítja neki: „A FENÉBE IS KATE, MENEKÜLJ!”

#### A túlélők szigetén
Locke azt mondja a társainak, hogy Mr. Eko-t valószínűleg egy állat ölte meg, talán egy jegesmedve. Úgy határoz, hogy a táboron kívül temetik el, mert a túlélőknek épp elég traumát okozott az elmúlt idő temetései. Amikor Locke elindul a táborba ásóért, Sayid ragaszkodik hozzá, hogy vele mehessen.
Útközben, Sayid megkérdezi Johnt, mi ölte meg valójában Ekot (ugyanis tudja, hogy John hazudott). Locke azt feleli, a túlélők „szörny”-nek hívják azt a valamit, ami ezt tette. Úgy hiszi, oka volt Eko halálának, és annak is, hogy ide kerültek a szigetre. Sayid rájön, hogy nem a táborba mennek. Locke megmagyarázza, hogy oda mennek, csak előtte tesznek egy kis kitérőt (mint később kiderül, Eko botjáért mentek el).
Mr. Eko temetésén, Locke figyelmét megragadják a szavak Eko botján: Gen 13:14 – LIFT UP YOUR EYES AND LOOK NORTH; JOHN 3:05 (magyarul: Genezis 13:14 – Emeld fel szemeidet, és nézz északra; János 3:05(A teljes idézetnek csak egy részét olvashatjuk Eko botján, a pontos idézet így szól:"Az Úr így szólt Ábrámhoz, miután Lót elvált tőle: "Emeld föl szemedet és tekints a helyről, ahol állsz, északra és délre, keletre és nyugatra."))
|  | Itt a vége a cselekmény részletezésének! |